# Landwind X6
Landwind X6 — среднеразмерный внедорожник, производившийся в 2001—2016 годах китайской компанией Landwind.

## Описание
Изначально Landwind X6 назывался JMC Landwind. Название изменилось на X6 после того, как Landwind стала отдельным брендом Jiangling Motors. Как и некоторые автомобили китайского производства, JMC Landwind в значительной степени являлся копией выпускавшегося в 1998—2004 годах Isuzu Rodeo. Пятидверный внедорожник получил индекс X6, а трёхдверный — X9. Landwind X9 был снят с производства в 2009 году.

## Двигатели
В разные периоды автомобиль Landwind X6 оснащался двумя бензиновыми двигателями Mitsubishi Orion и Mitsubishi Sirius и одним дизельным двигателем компании Isuzu. На JMC Baodian устанавливается двигатель JX493ZLQ4F мощностью 109 л. с. и крутящим моментом 245 Н⋅м, который сочетался в паре с пятиступенчатой механической трансмиссией. 

## Галерея

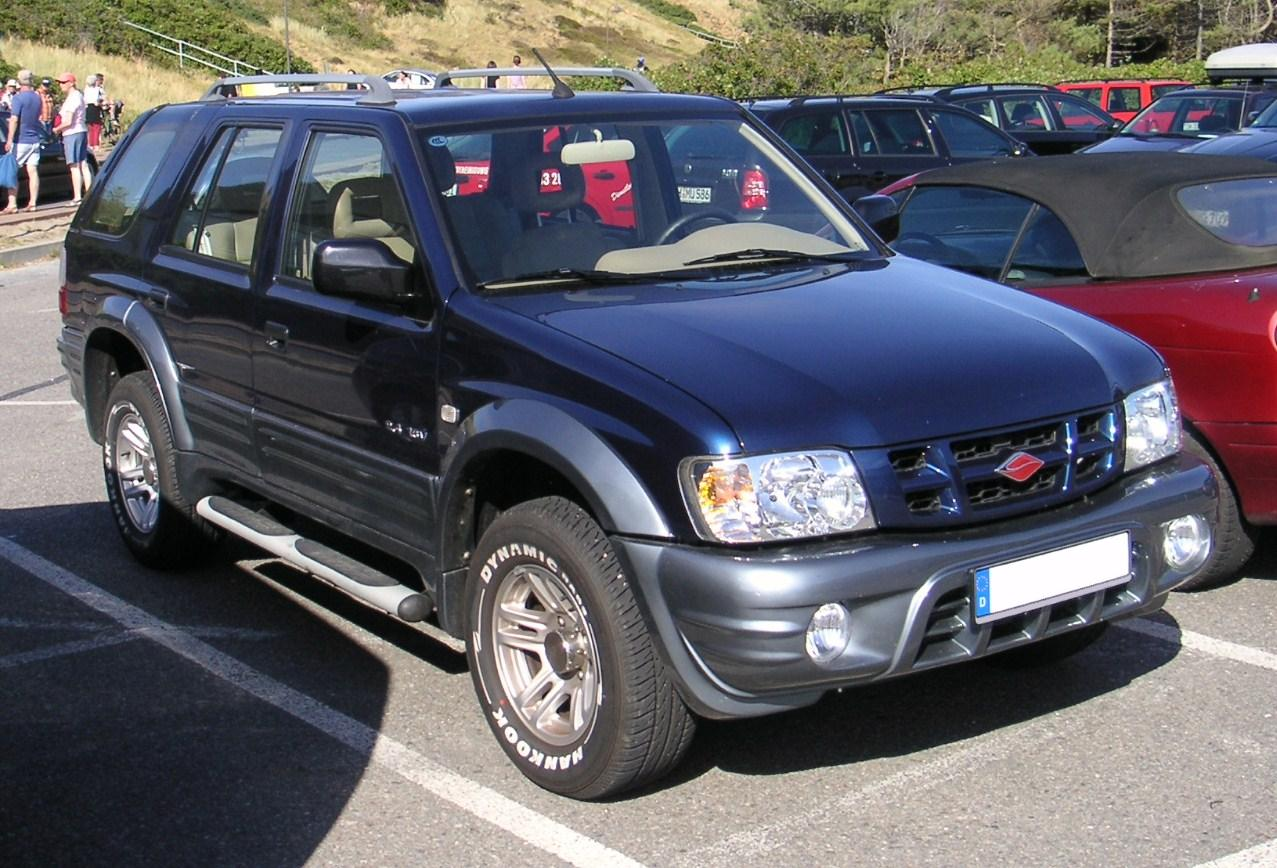
Landwind X6
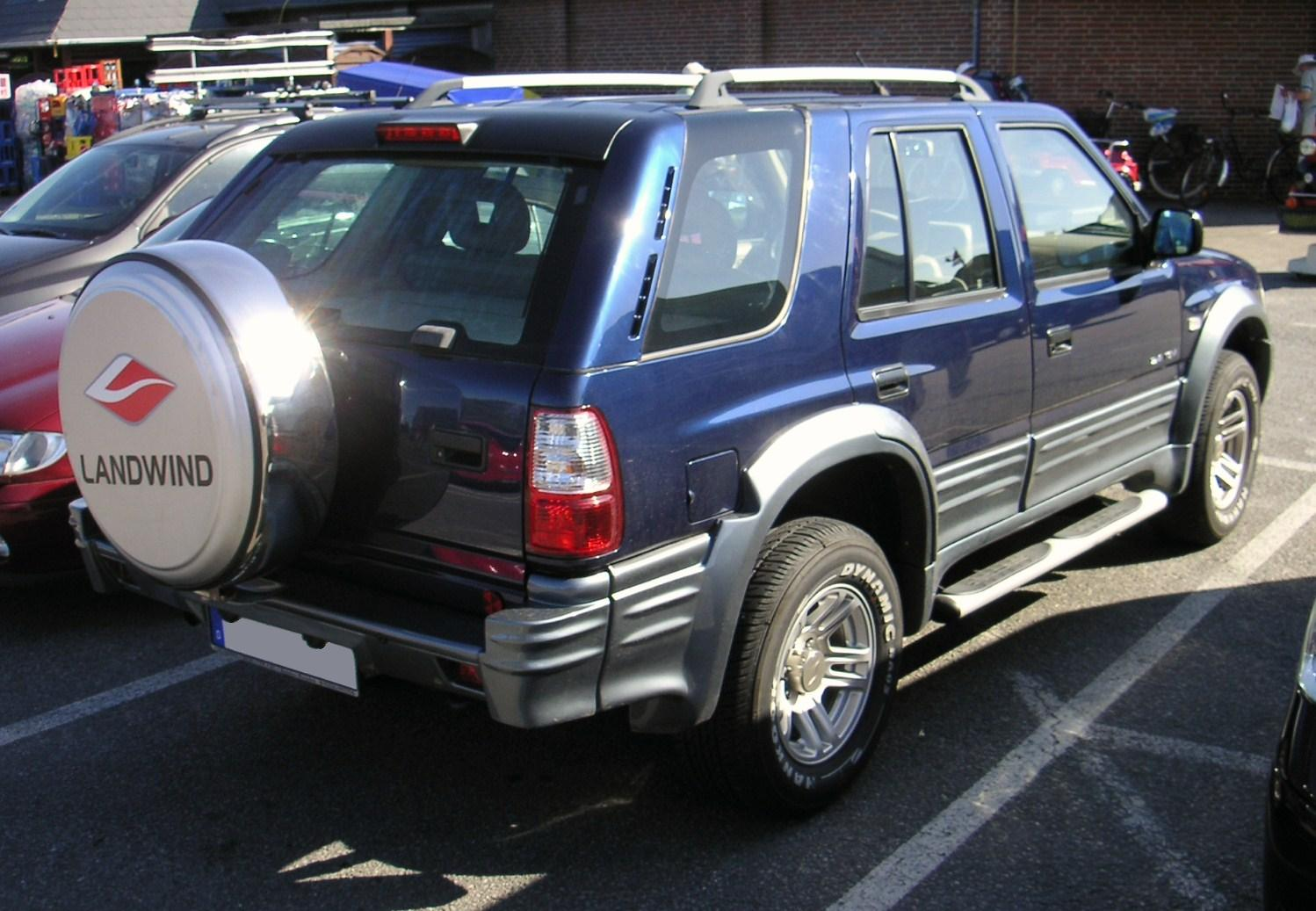
Вид сзади
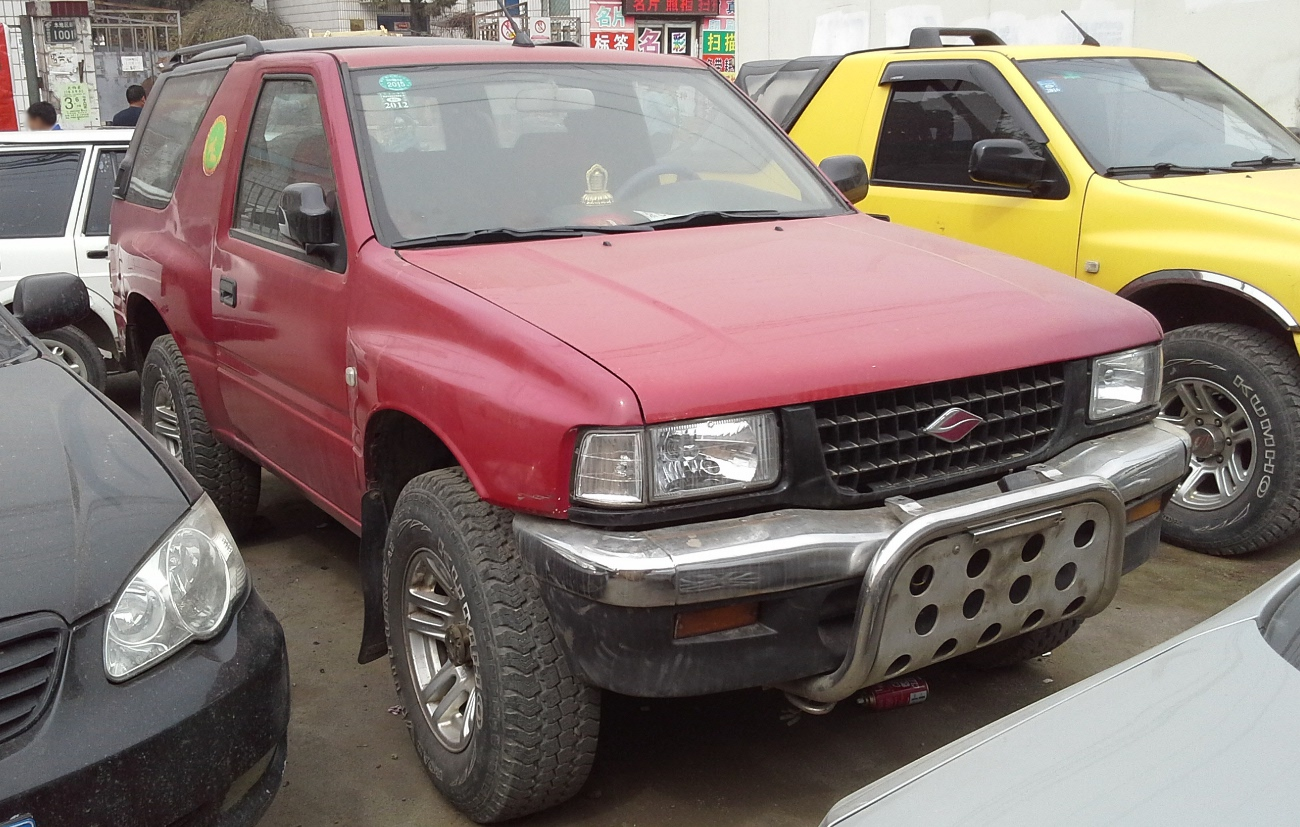
Landwind X9
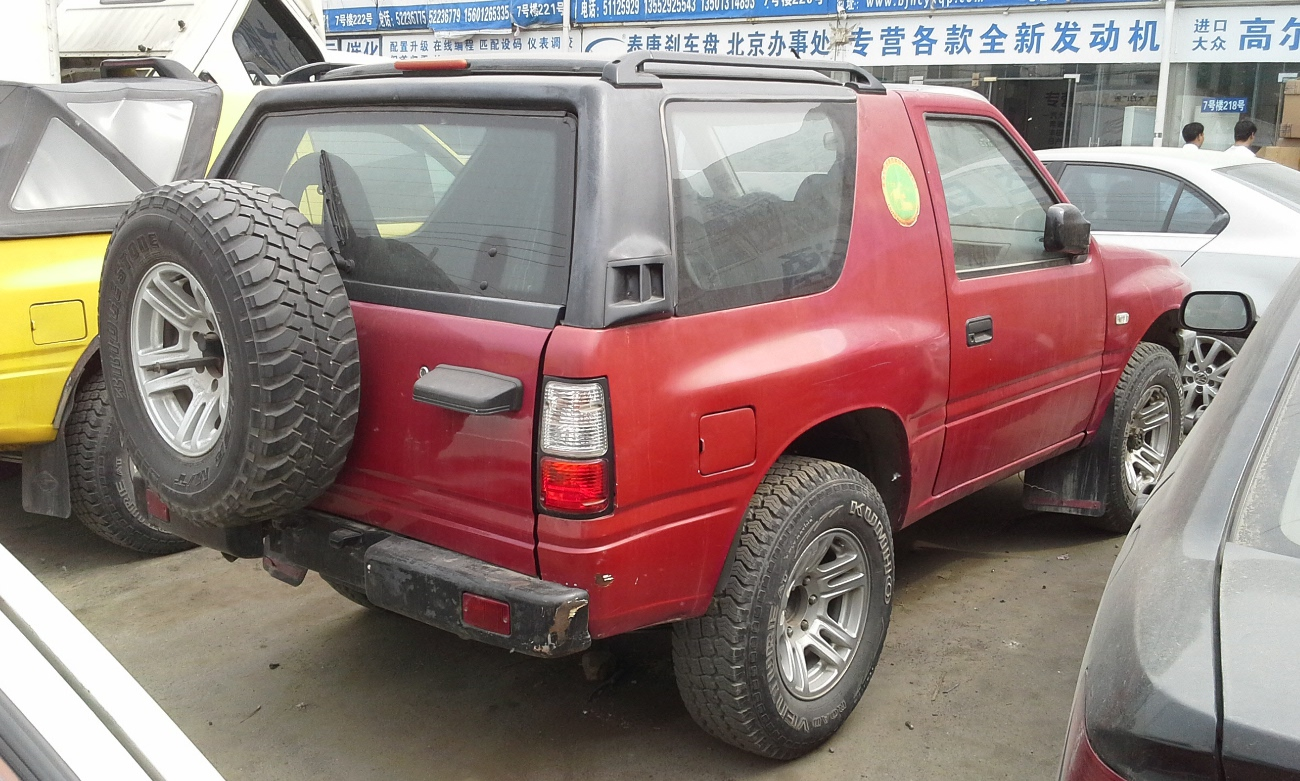
Вид сзади
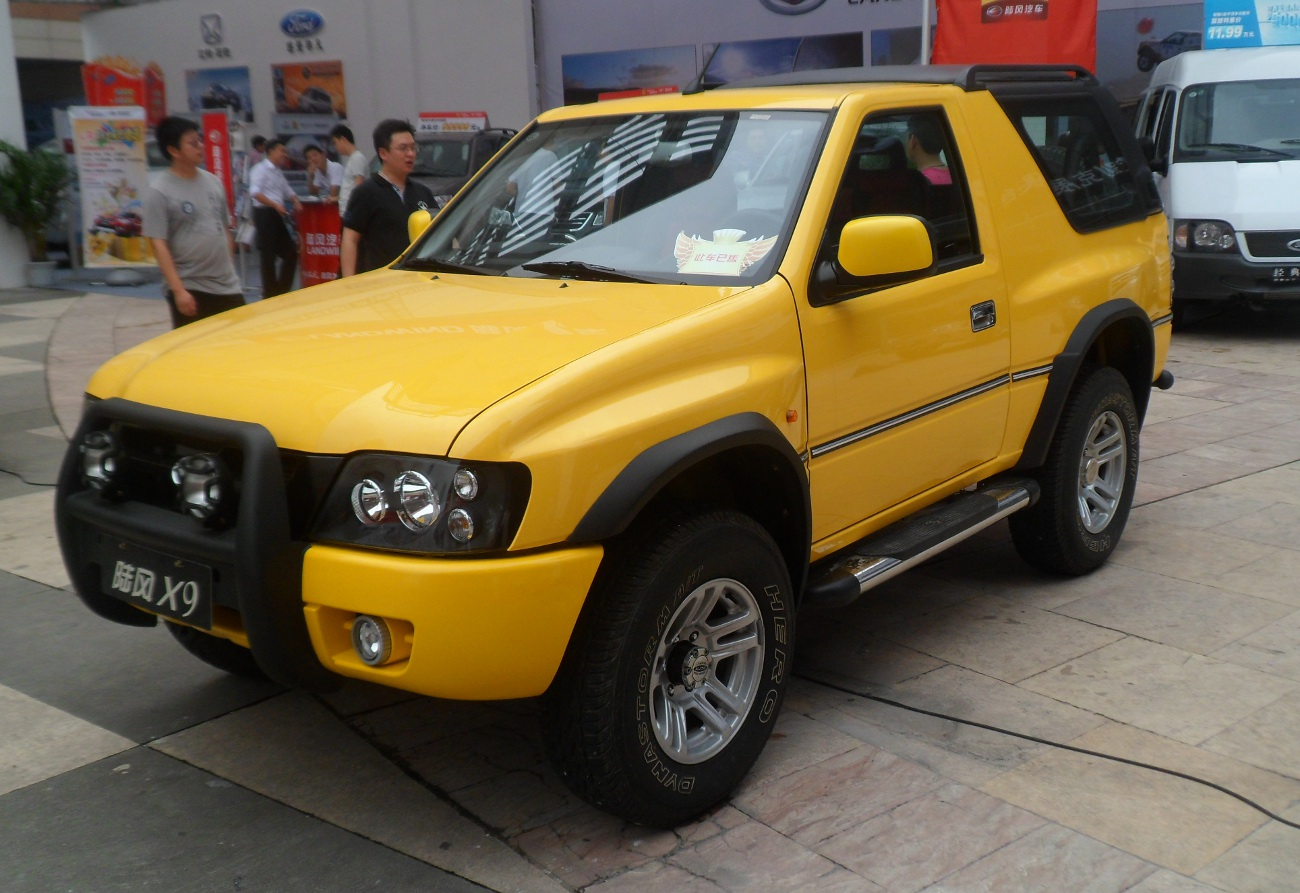
Фейслифтинг Landwind X9
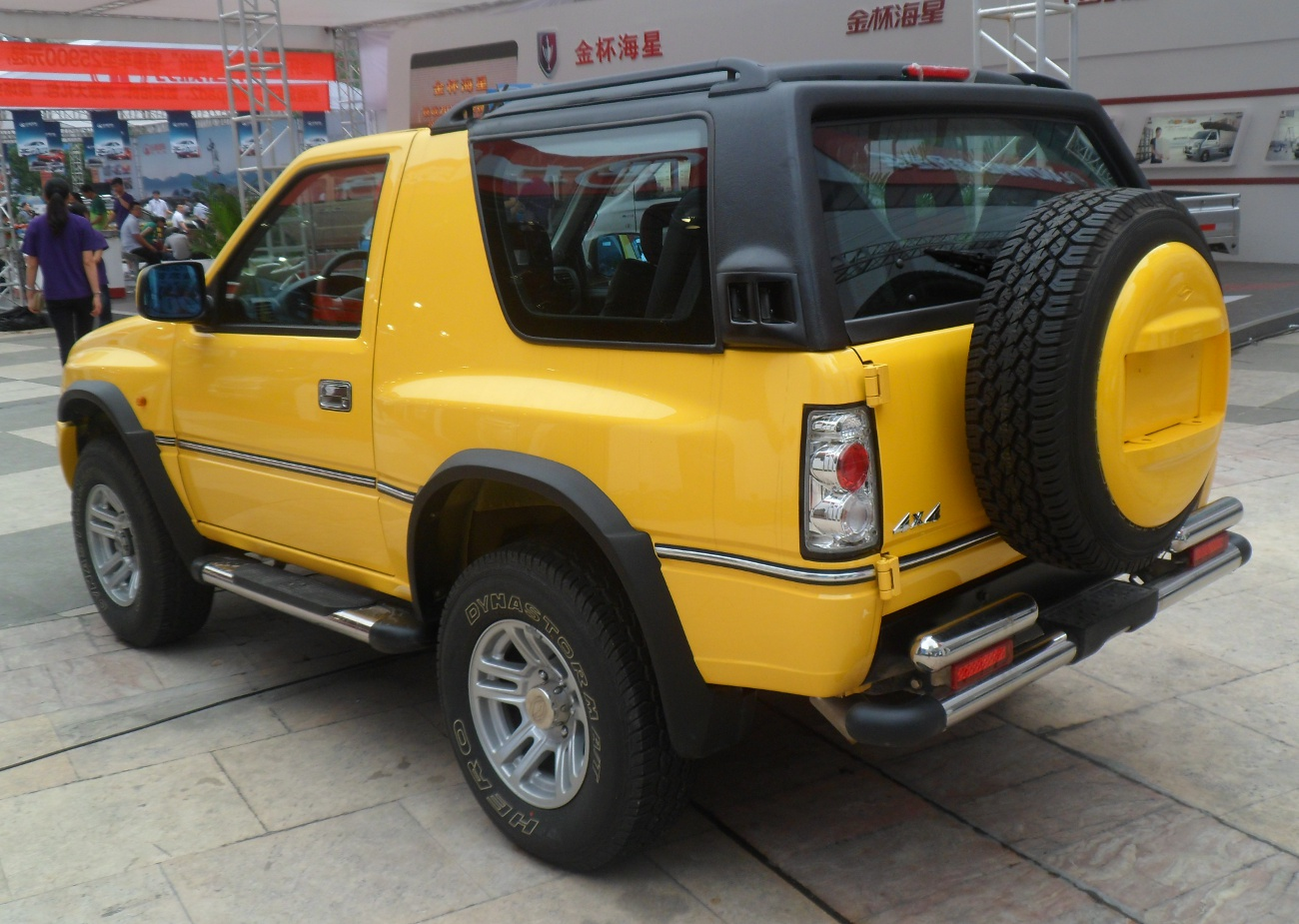
Вид сзади
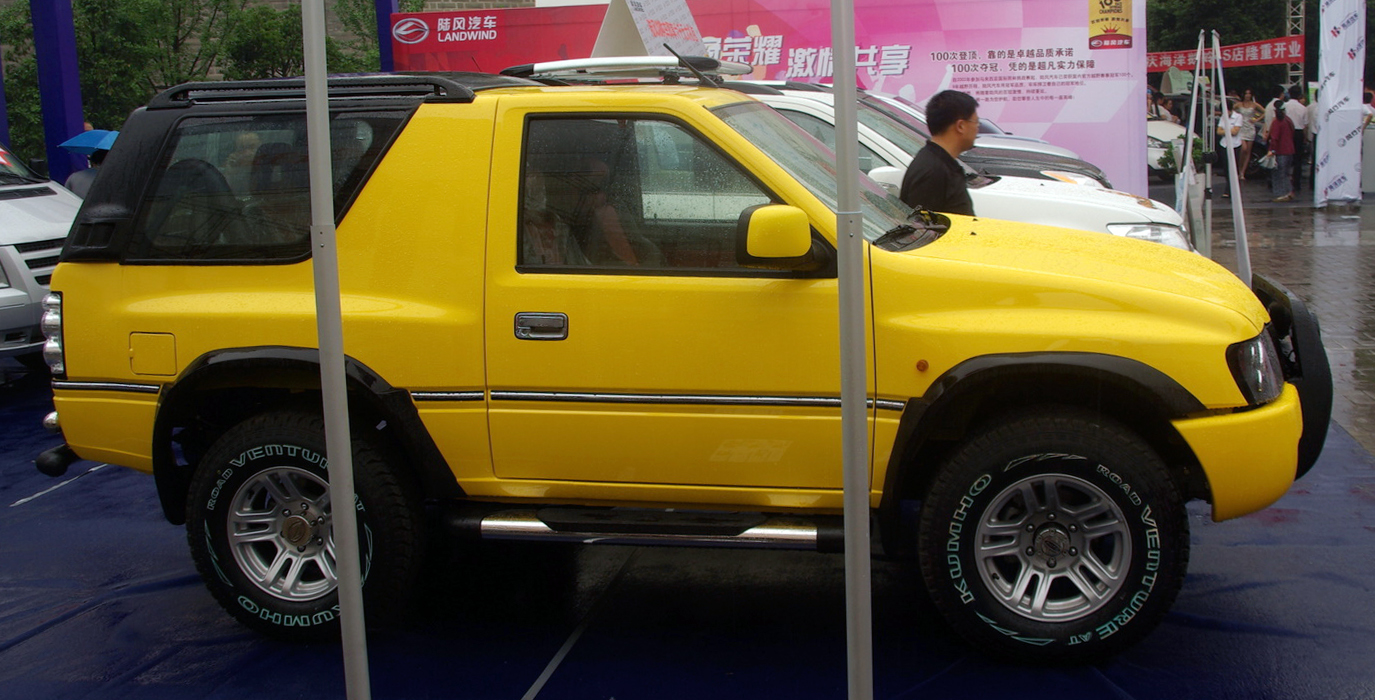
Вид сбоку
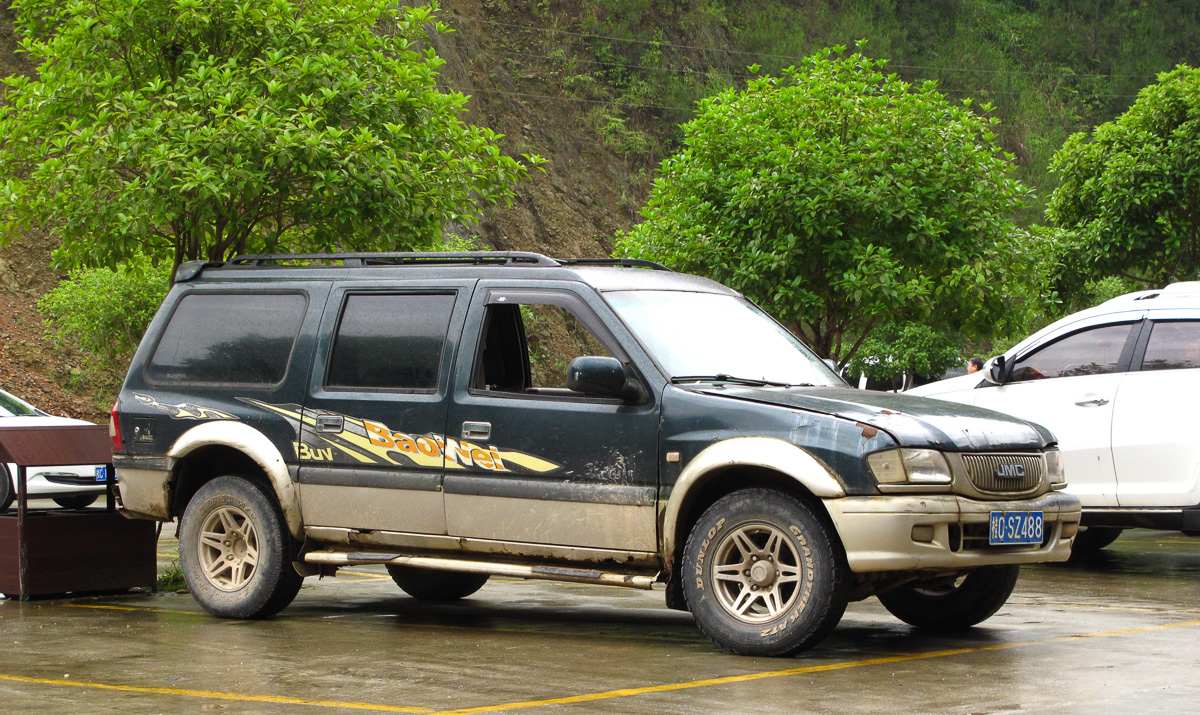
JMC Baowei
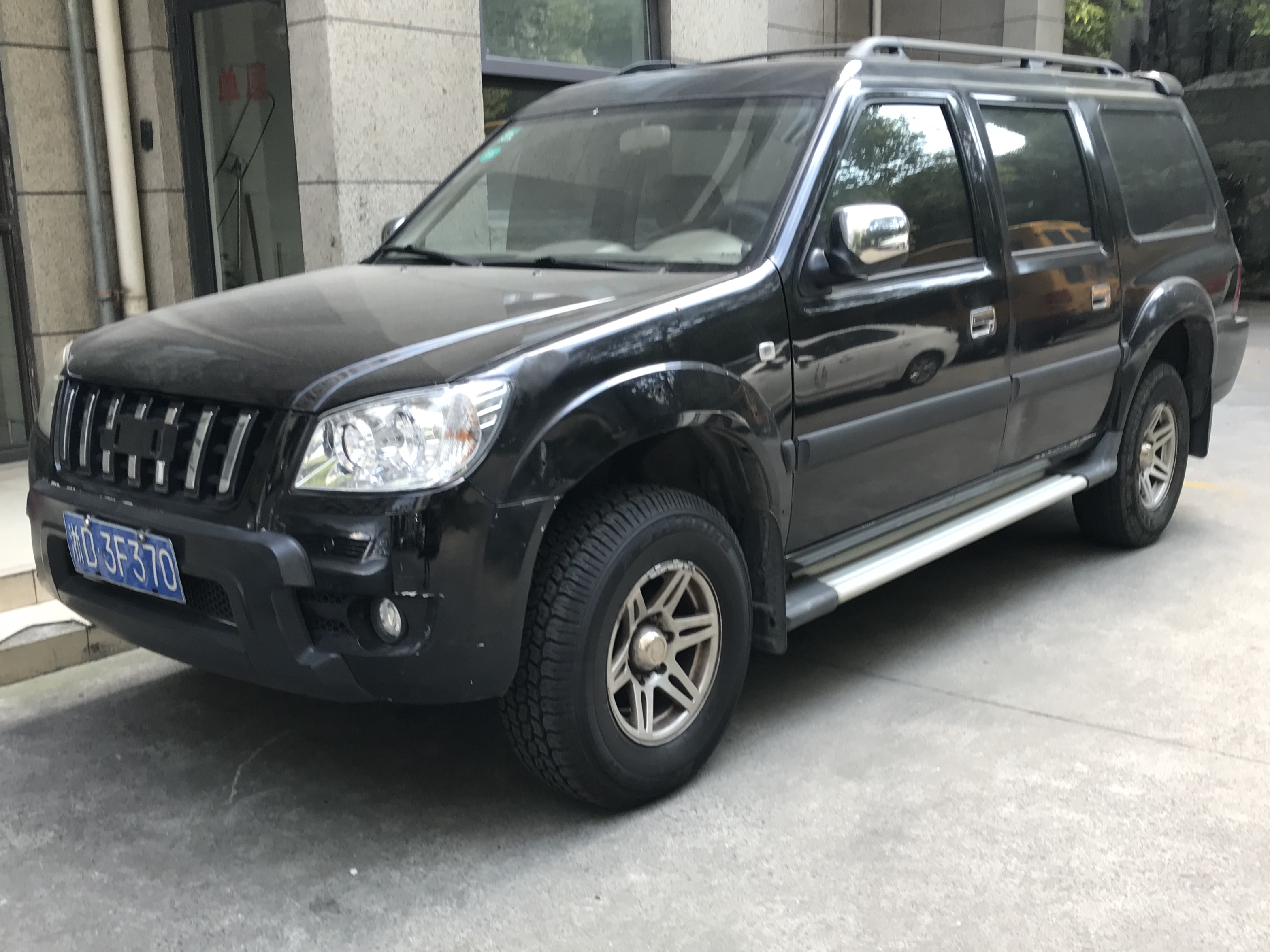
JMC Baowei
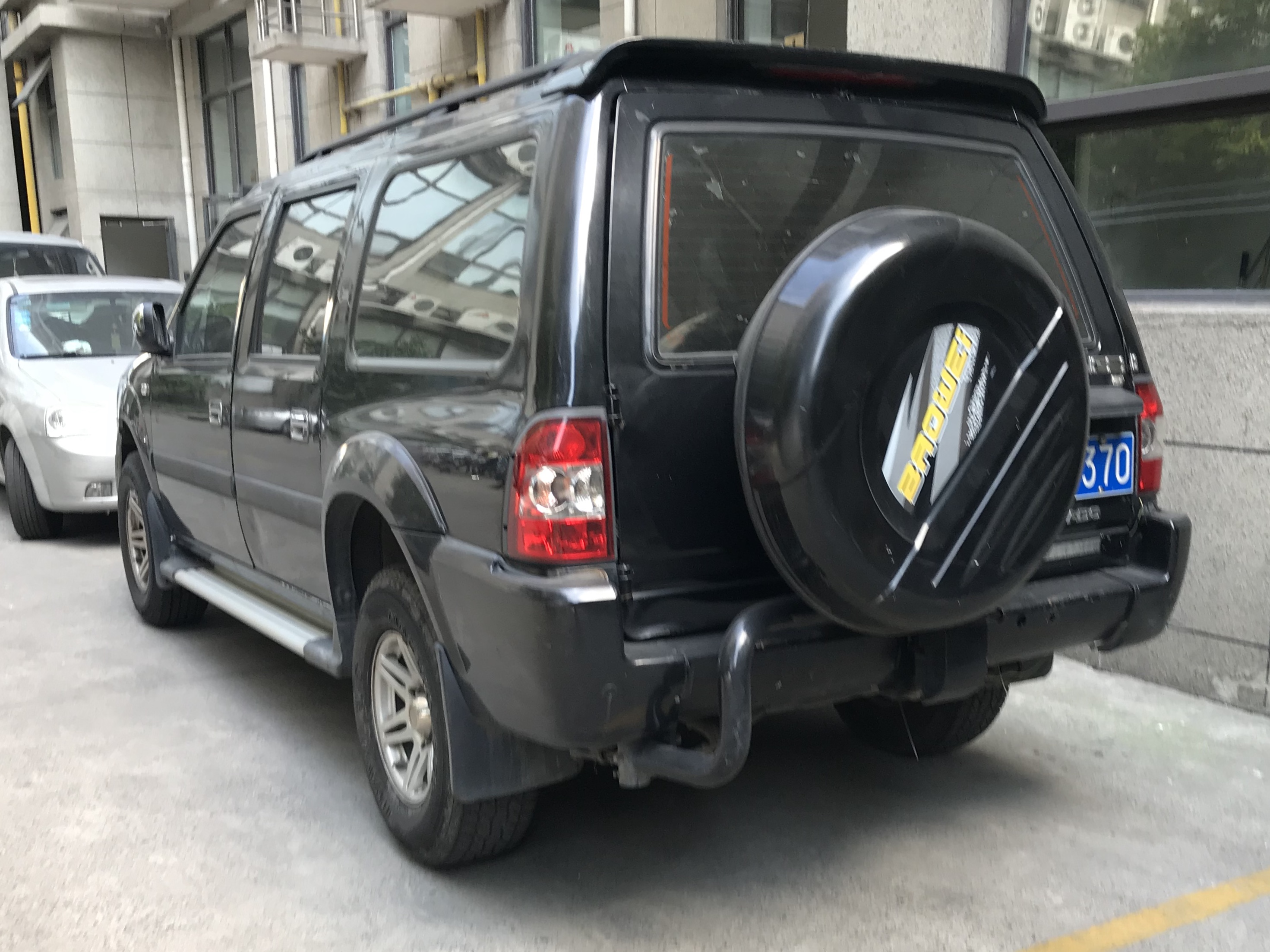
Вид сзади
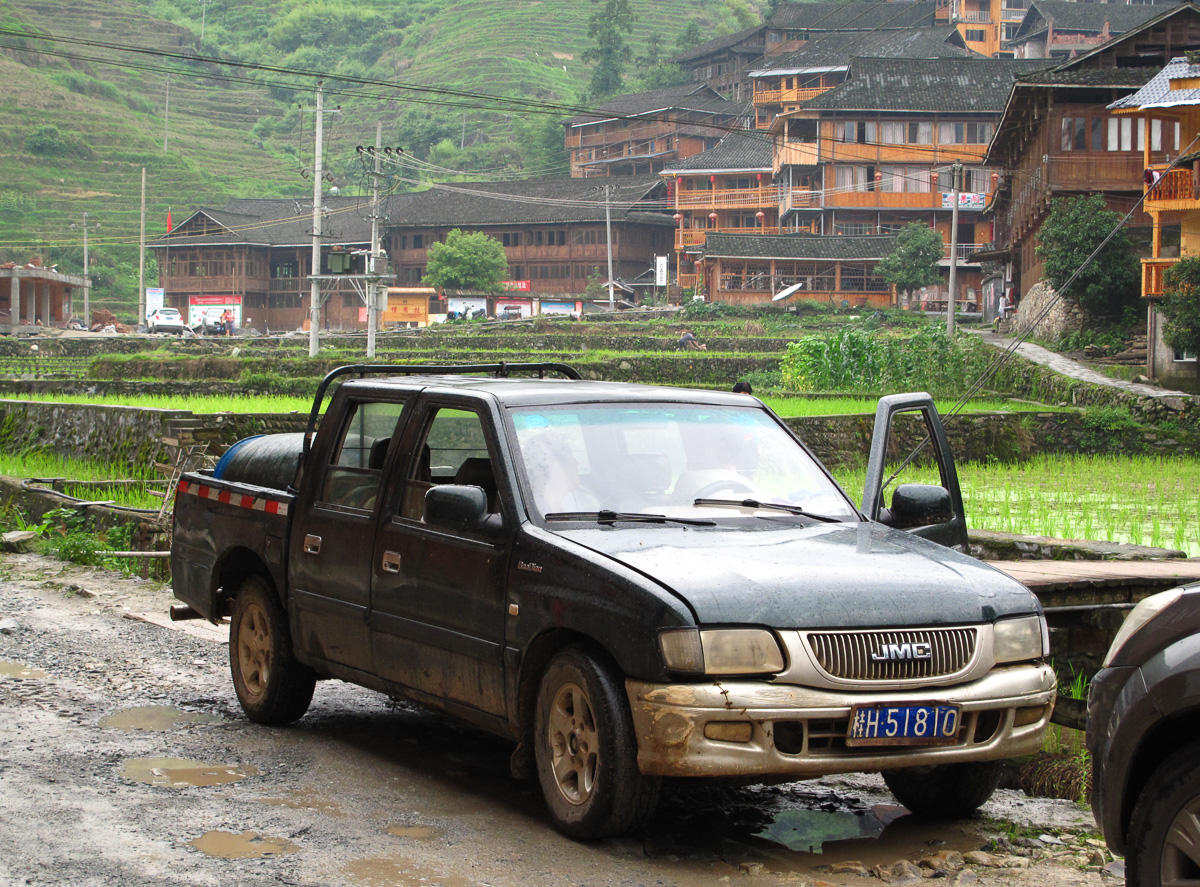
JMC Baodian
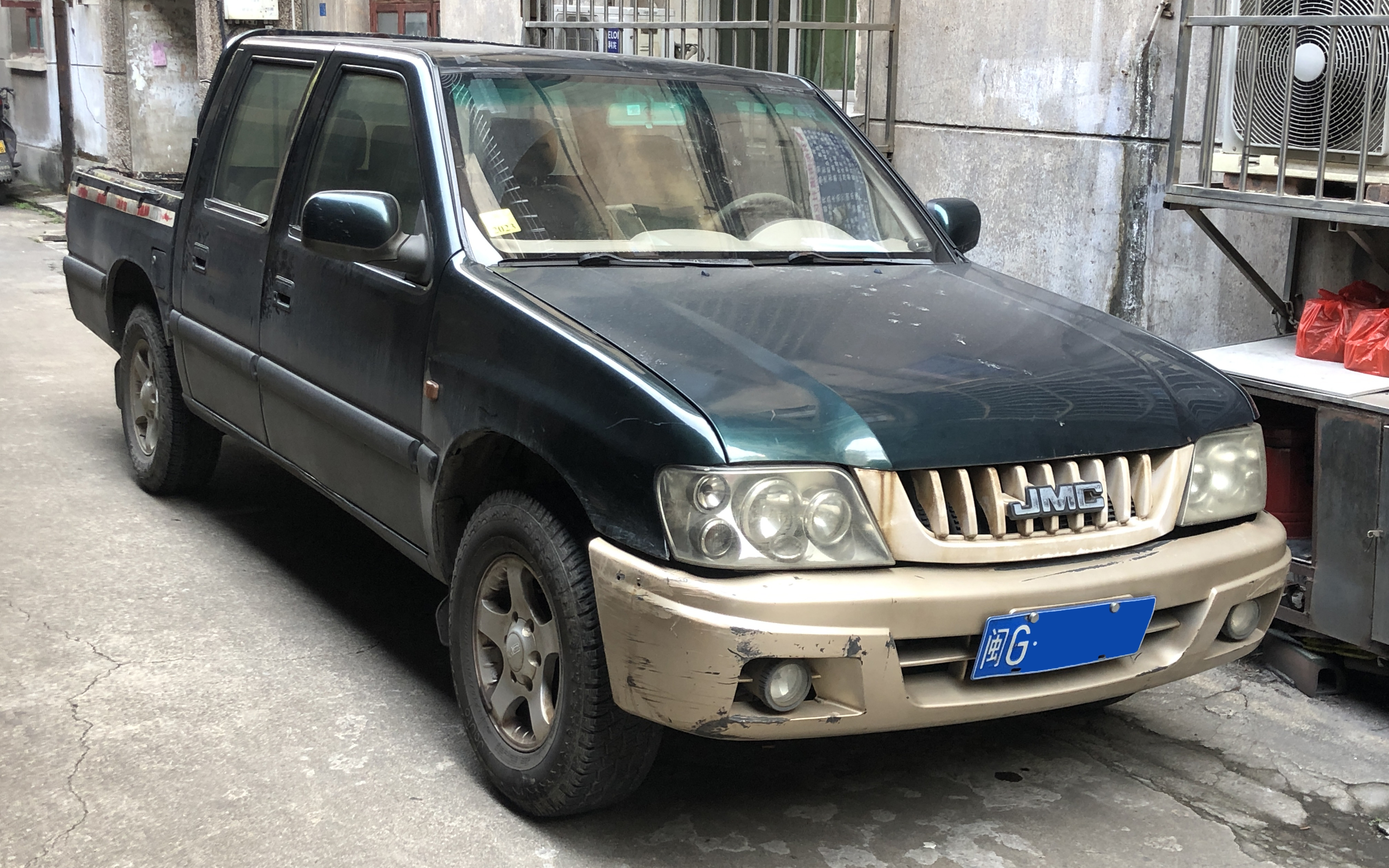
JMC Baodian
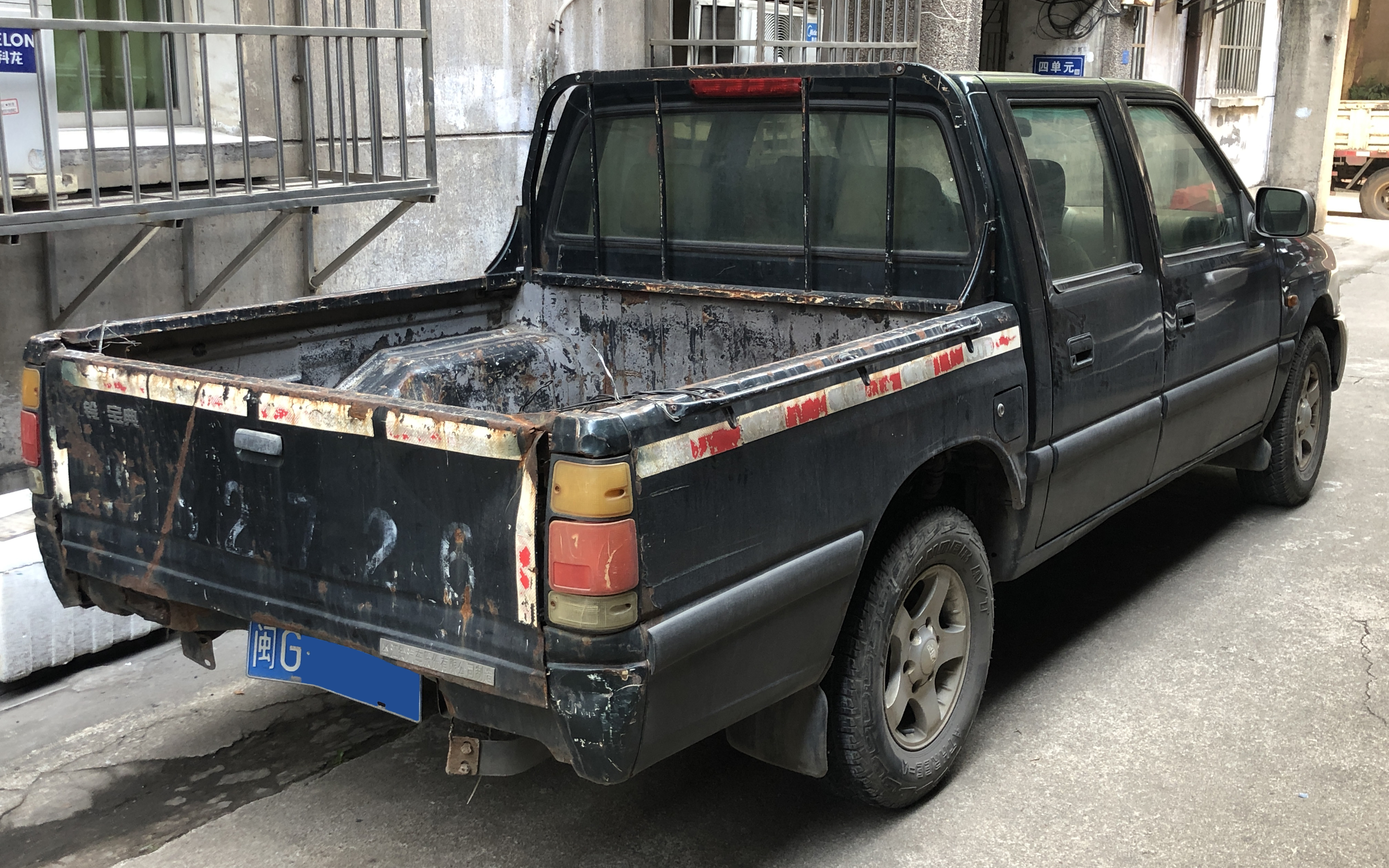
Вид сзади
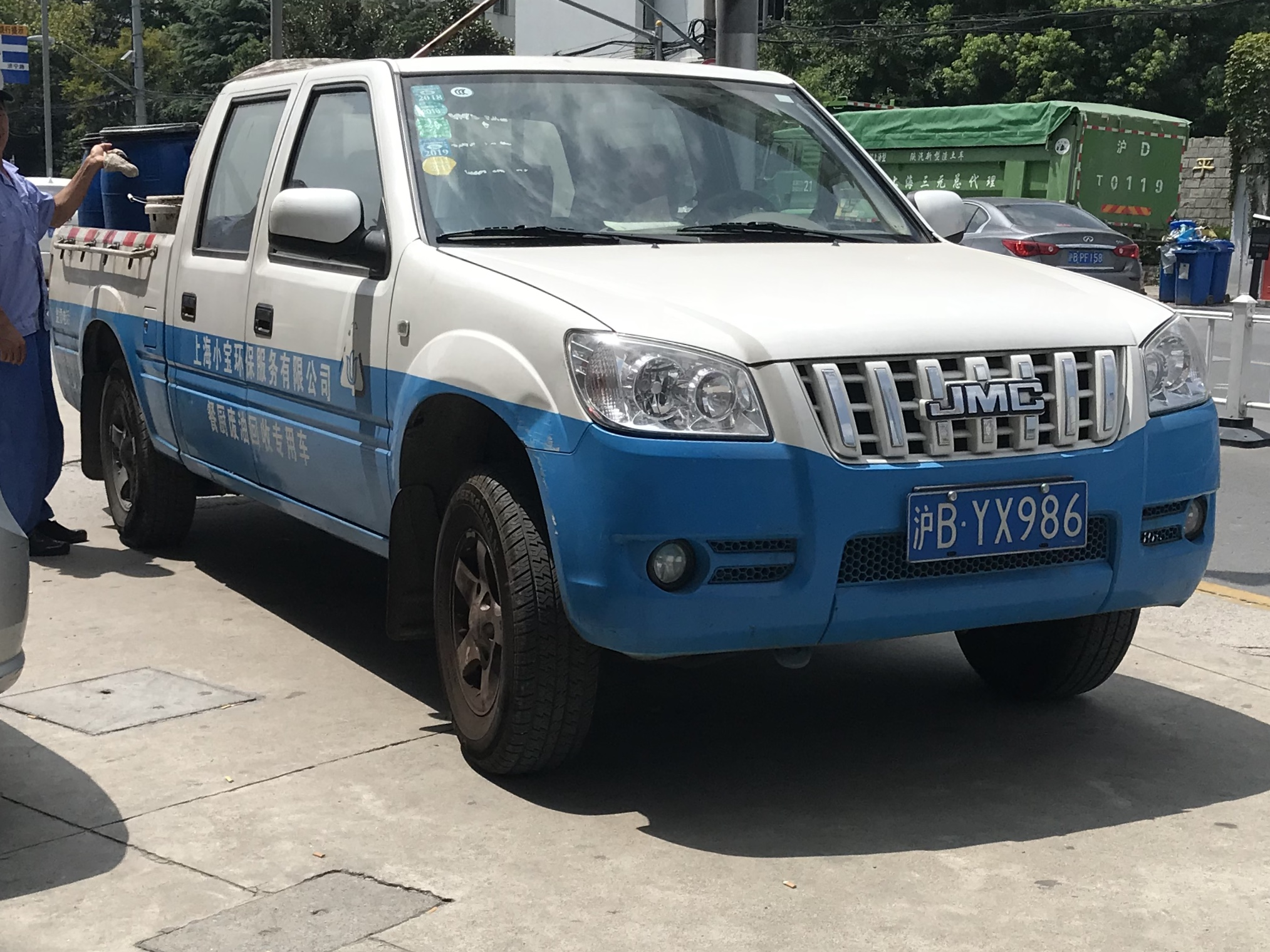
JMC Baodian
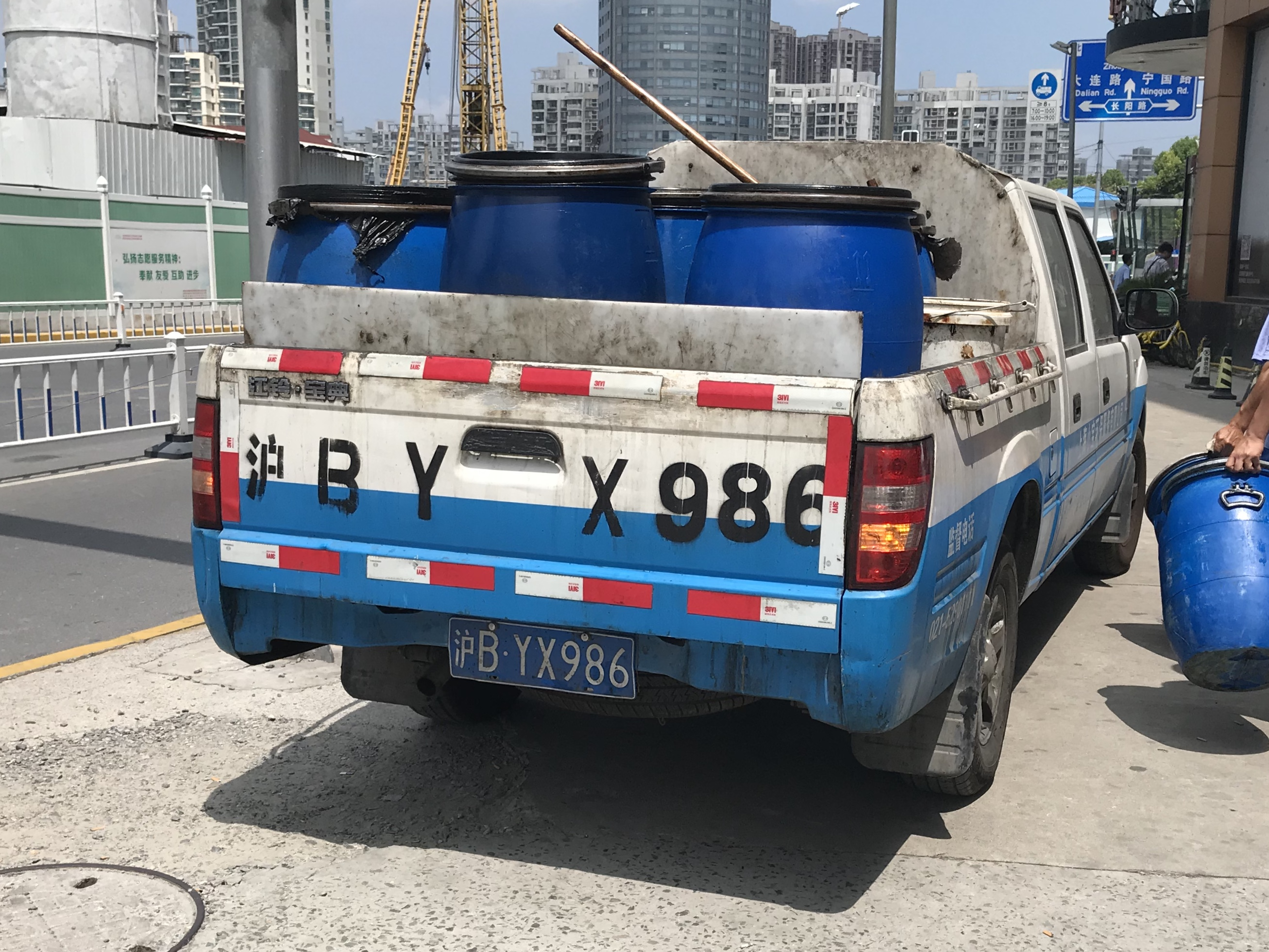
Вид сзади
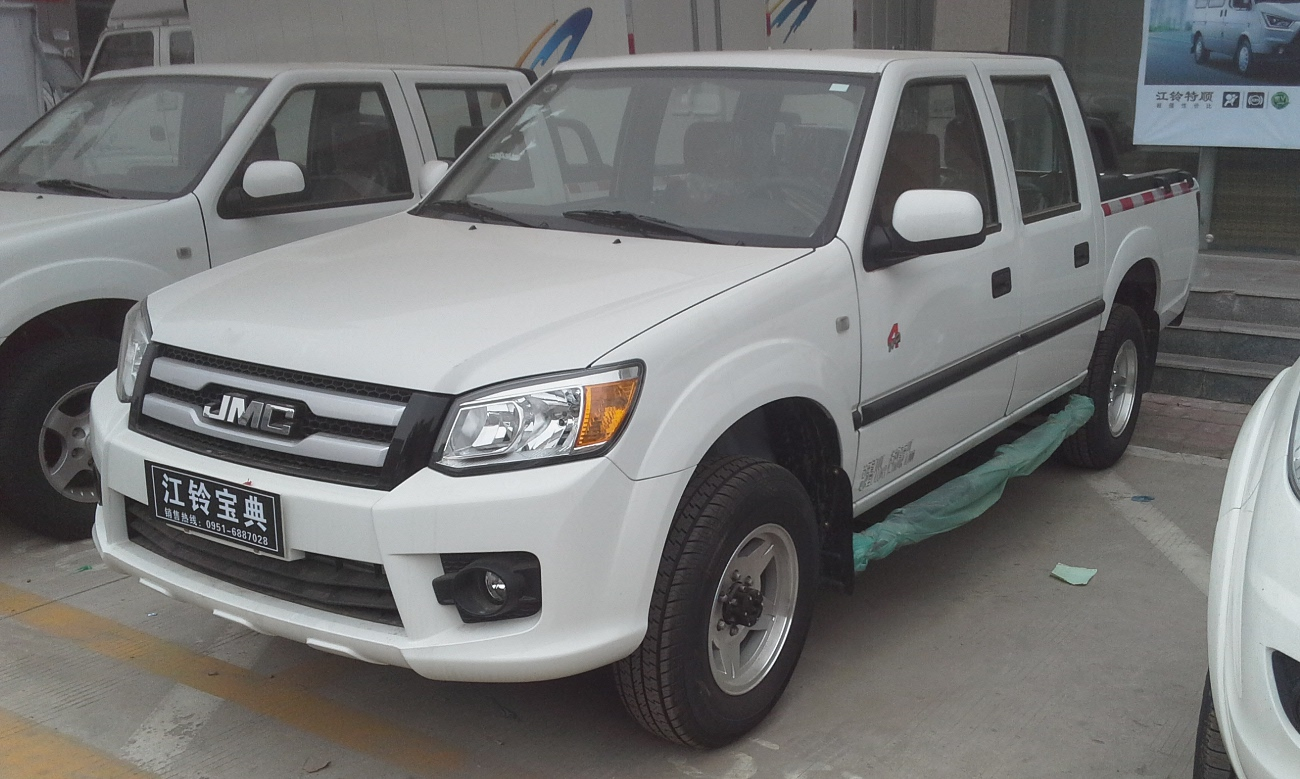
JMC Baodian
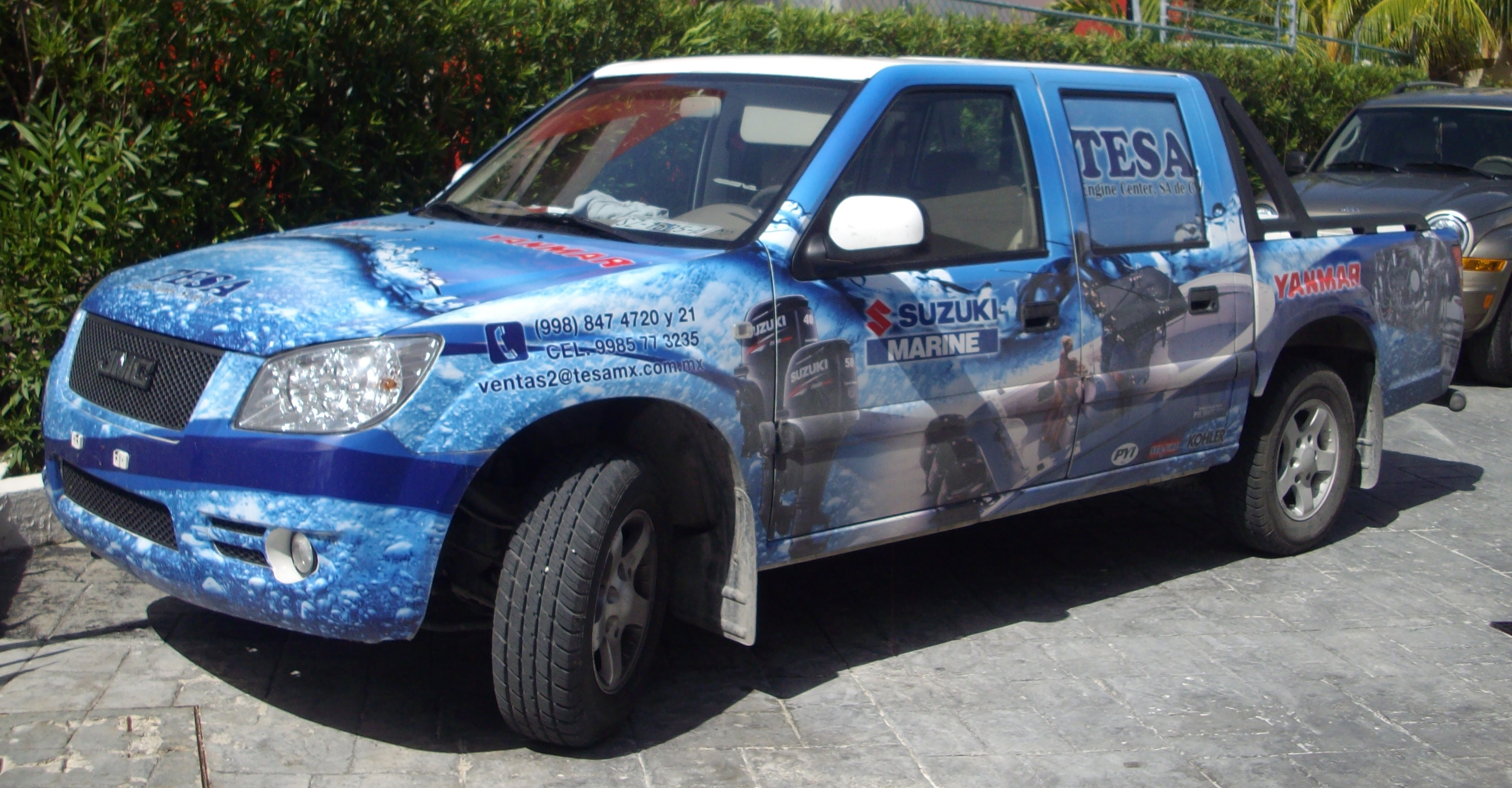
JMC Boarding
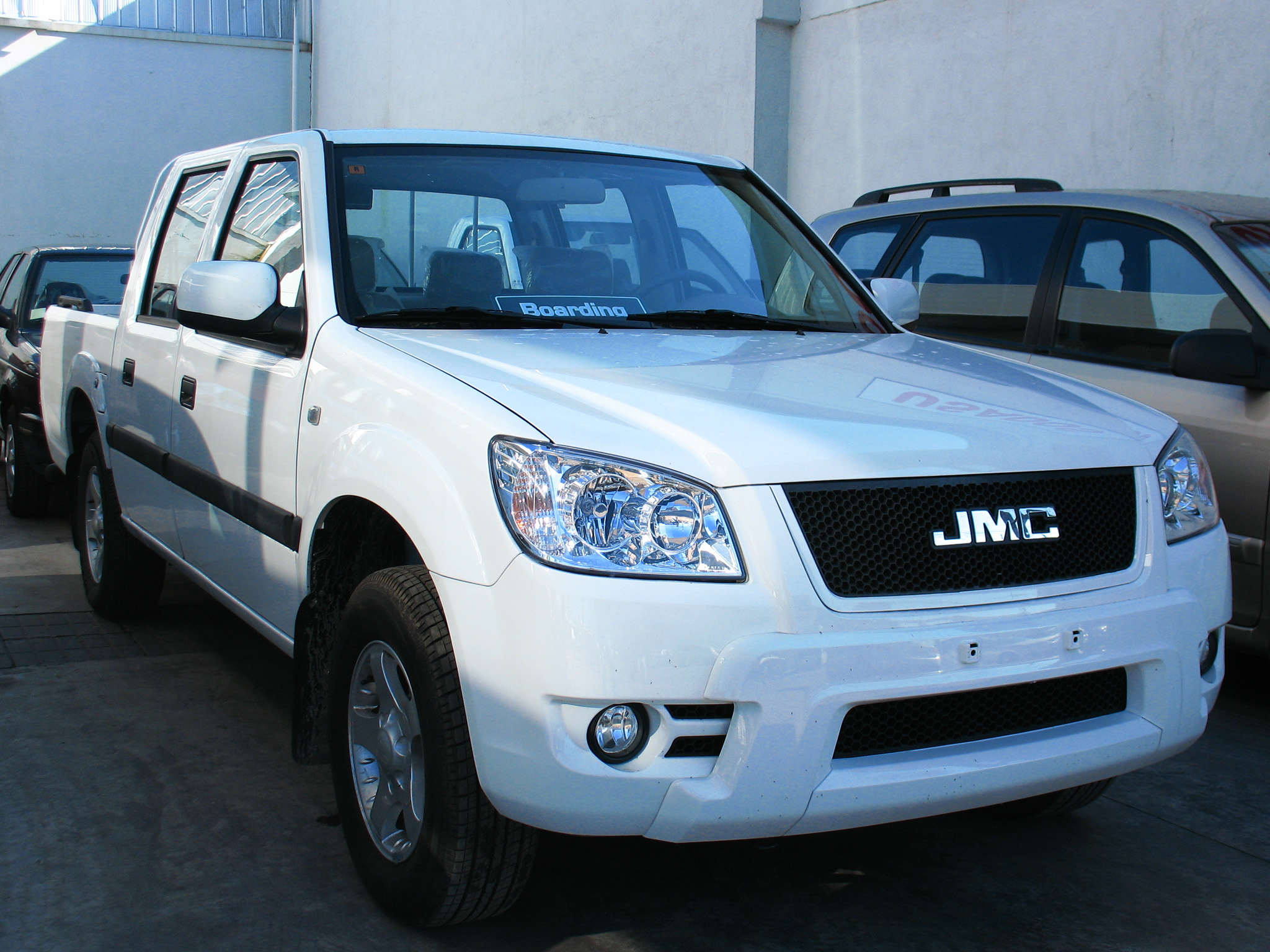
JMC Boarding
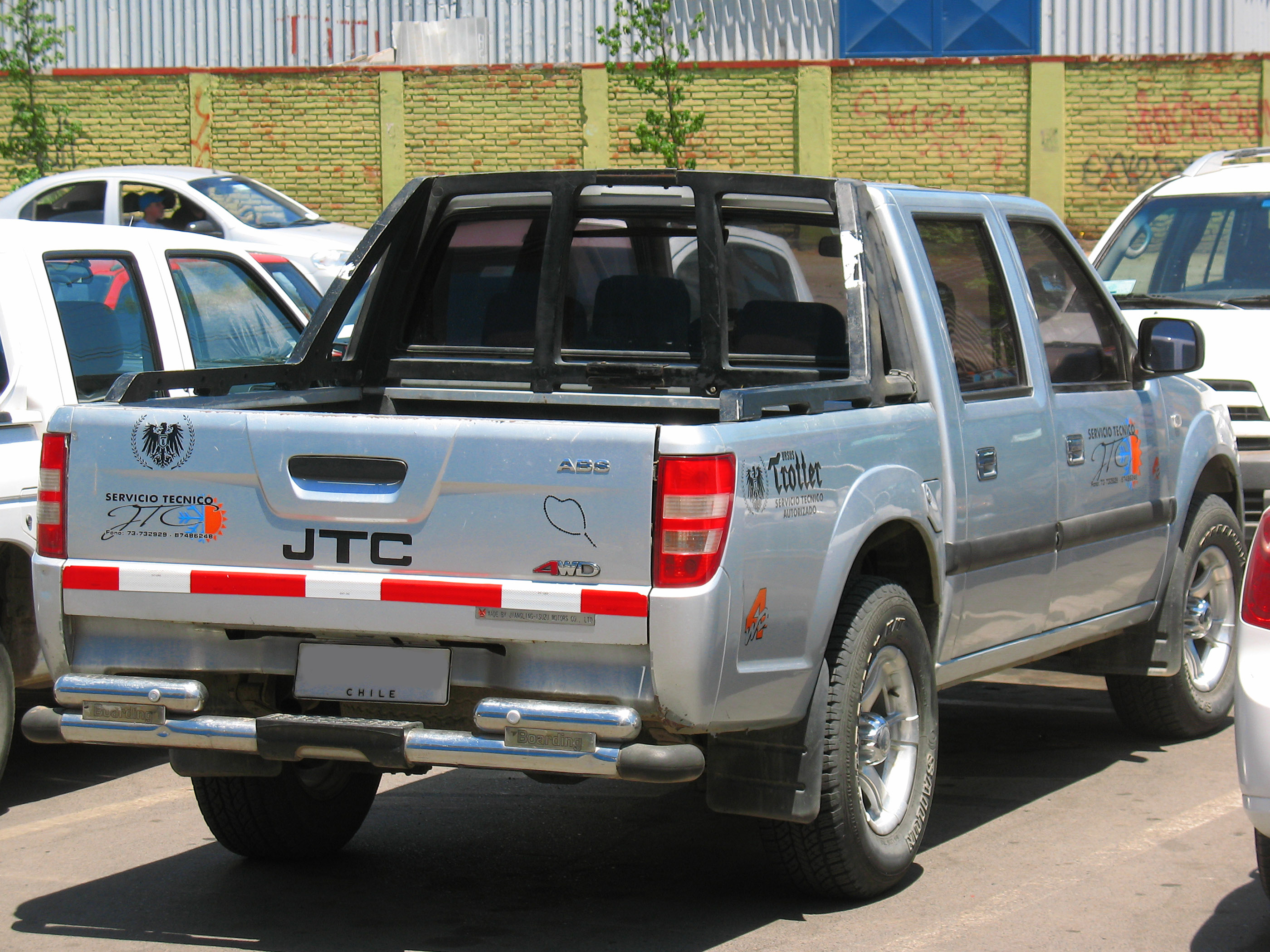
Вид сзади